# Kishoreganj
Kishoreganj este un oraș din Bangladesh.